# 徳島農政事務所
徳島地域センターは、農林水産省の地方支分部局である中国四国農政局（岡山市）の出先機関。

## 組織
- 徳島地域センター（徳島市中昭和町）
  - 美馬支所（美馬市脇町大字猪尻字東分）

## 管内事務所
- 四国東部農地防災事務所（板野郡板野町川端字庄境）
  - 四国東部農地防災事務所
- 那賀川農地防災事業所（阿南市日開野町西居内）
  - 那賀川農地防災事業所